# Ignác Stuchlý
Ctihodný Ignác Stuchlý (známý v pozdějším věku jako Staříček; 14. prosince 1869, Boleslav (Slezské vojvodství) – 17. ledna 1953, Lukov) byl římskokatolický kněz, spoluzakladatel a první provinciál české salesiánské provincie. V současné době probíhá v Římě jeho beatifikační proces. Dne 5. listopadu 2019 se sešel poradní sbor teologů-konzultorů při vatikánské Kongregaci pro blahořečení, který jednomyslně schválil dokument o hrdinských ctnostech Božího služebníka Ignáce Stuchlého. Šlo o další krok na cestě k jeho oficiálnímu za „ctihodného“. Dne 21. prosince 2020 papež František schválil dekret o heroických ctnostech P. Ignáce Stuchlého.

## Život
Ignác Stuchlý se narodil ve slezské Boleslavi. Od roku 1891 studoval teologii v Olomouci u dominikánů, tato studia ale přerušil a později odjel do Itálie. Tam v roce 1895 vstoupil do noviciátu salesiánů a pokračoval ve studiích. Na kněze byl vysvěcen v roce 1901. Poté střídavě působil jakožto salesián v Itálii a ve Slovinsku, od roku 1925 začal plánovat založení české salesiánské provincie.
Salesiáni pod vedením Ignáce Stuchlého a Štěpána Trochty přišli do českých zemí v roce 1927 a jejich první dům vznikl ve Fryštáku (nedaleko Zlína). Pod vedením P. Stuchlého, který od počátku platil za neformální, leč nezpochybnitelnou hlavu českých salesiánů, vznikaly postupně další salesiánské domy.
Nová česká provincie vznikla 15. září 1935, Ignác Stuchlý byl nejprve jmenován jejím inspektorem a posléze provinciálem.

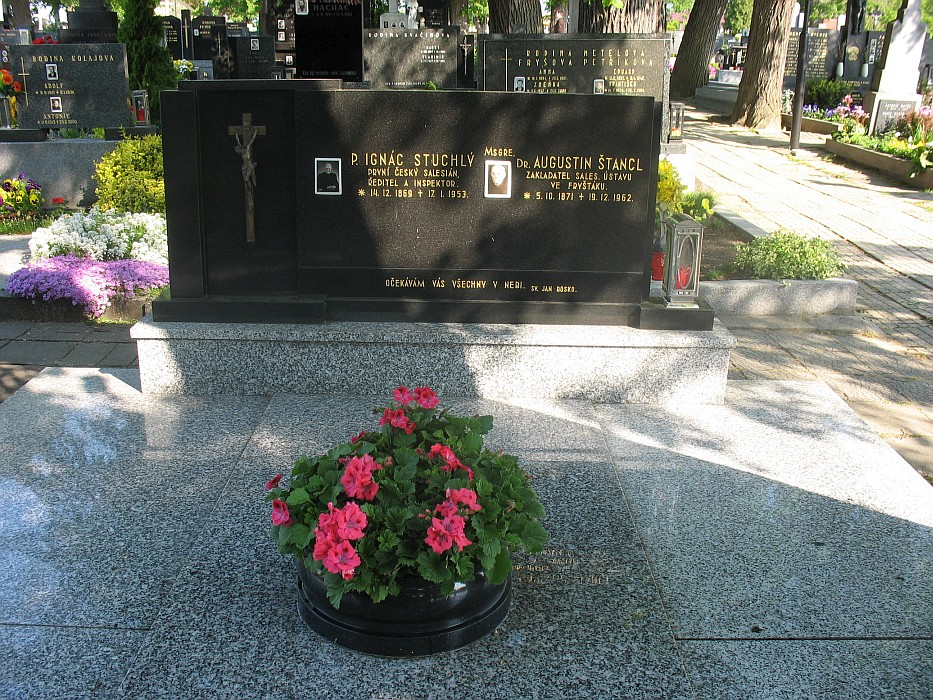
Hrob P. Ignáce Stuchlého (a ThDr. Augustina Štancla) ve Fryštáku

Jeho stárnoucí tělo těžce neslo pracovní vypětí a strádání během válečných let i za komunistického režimu. Po mozkové mrtvici, která jej zasáhla v roce 1950, byl Ignác Stuchlý upoután na lůžko. V noci ze 13. na 14. dubna byl fryštácký salesiánský ústav, v němž pobýval, přepaden StB v rámci Akce K. Těžce nemocný Stuchlý byl poté umístěn v domově důchodců v Lukově. Zemřel po dalším záchvatu mozkové mrtvice v lednu 1953. Pohřben je na hřbitově ve Fryštáku po boku svého dlouholetého spolupracovníka ThDr. Augustina Štancla.
Je po něm pojmenován Dům Ignáce Stuchlého ve Fryštáku.

## Dílo
- Sv. Jan Bosko. Brno : Dědictví sv. Cyrilla a Methoděje, 1934. 164 s.

### Literatura

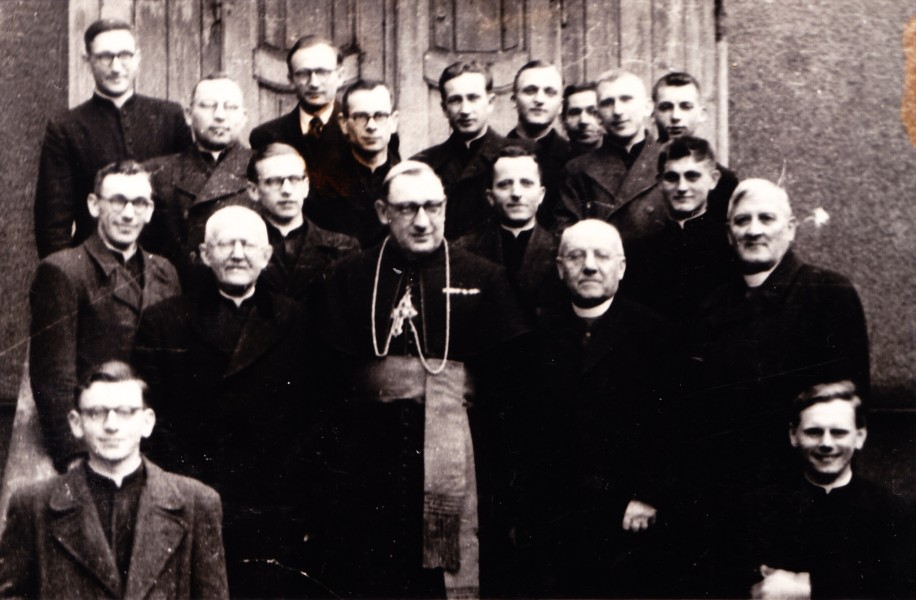
Biskup Štěpán Trochta s P. Augustinem Štanclem (vpravo) a P. Ignácem Stuchlým (vlevo)